# Франс ван дер Вен
Францискус Крістіан "Фрік" ван дер Вен (нід. Franciscus Christian "Freek" van der Veen, 25 березня 1919, Алмело — 4 травня 1975) — нідерландський футболіст, що грав на позиції нападника за клуб «Гераклес», а також національну збірну Нідерландів.

## Клубна кар'єра
У футболі відомий виступами у команді «Гераклес», кольори якої і захищав протягом усієї своєї кар'єри гравця. 
| Дата       | Місто      | Господарі      | Результат | Гості      | Турнір             | Голи | Примітки |
| ---------- | ---------- | -------------- | --------- | ---------- | ------------------ | ---- | -------- |
| 21.05.1938 | Амстердам  | Нідерланди     | 1 – 3     | Шотландія  | товариський матч   | -    |          |
| 05.06.1938 | Гавр       | Чехословаччина | 3 – 0     | Нідерланди | ЧС 1938 - 1-й етап | -    |          |
| 23.10.1938 | Копенгаген | Данія          | 2 – 2     | Нідерланди | товариський матч   | 1    | 20'      |
| 26.02.1939 | Роттердам  | Нідерланди     | 3 – 2     | Угорщина   | товариський матч   | -    |          |
| 19.03.1939 | Антверпен  | Бельгія        | 5 – 4     | Нідерланди | товариський матч   | -    |          |
| 23.04.1939 | Амстердам  | Нідерланди     | 3 – 2     | Бельгія    | товариський матч   | -    |          |
| 07.05.1939 | Берн       | Швейцарія      | 2 – 1     | Нідерланди | товариський матч   | -    |          |
| 17.03.1940 | Антверпен  | Бельгія        | 7 – 1     | Нідерланди | товариський матч   | -    |          |
| Усього     |            | Матчів         | 8         |            | Голів              | 1    |          |

Помер 4 травня 1975 року на 57-му році життя.